# Constanza Pérez de Aragón
Constanza Pérez de Aragón (m. ca. 1311), fue una noble aragonesa, nieta de Pedro III de Aragón y II señora de Segorbe. 
Fue la única hija y heredera del primer señor de Segorbe, Jaime Pérez de Aragón —hijo ilegítimo de Pedro III de Aragón y de una concubina llamada María Nicolau— y de Sancha Fernández Díaz.

## Matrimonio y descendencia
Fue la primera esposa de Artal III de Luna. De este matrimonio tuvo cinco hijos:
- Artal (m. 1324), casado con Margarita de Moncada[3]
- Sancha,[3] de la que no se tienen más noticias:
- María,[3] casada en 1333 con Juan Alfonso de Haro, señor de Cameros,[4] y tras ser ajusticiado este último en 1334, casó de segundas con Juan Alfonso de la Cerda, señor de  Gibraleón y Huelva, viudo de su primera esposa, María Alfonso de Portugal.[5]
- Isabel y Constanza.[3]